# Museu del Cinema-Col·lecció Tomàs Mallol
El Museu del Cinema - Col·lecció Tomàs Mallol és un museu dedicat al món del cinema i als antecedents de la imatge i l'espectacle visual. Forma part de la Xarxa de Museus Locals de Catalunya-Girona. El museu està en actiu des de 1998, i va ser el primer de l'estat Espanyol en la seva especialitat, actualment és de les col·leccions més importants d'Europa sobre la temàtica. L'edifici és una obra inclosa en l'Inventari del Patrimoni Arquitectònic de Catalunya.

## Història

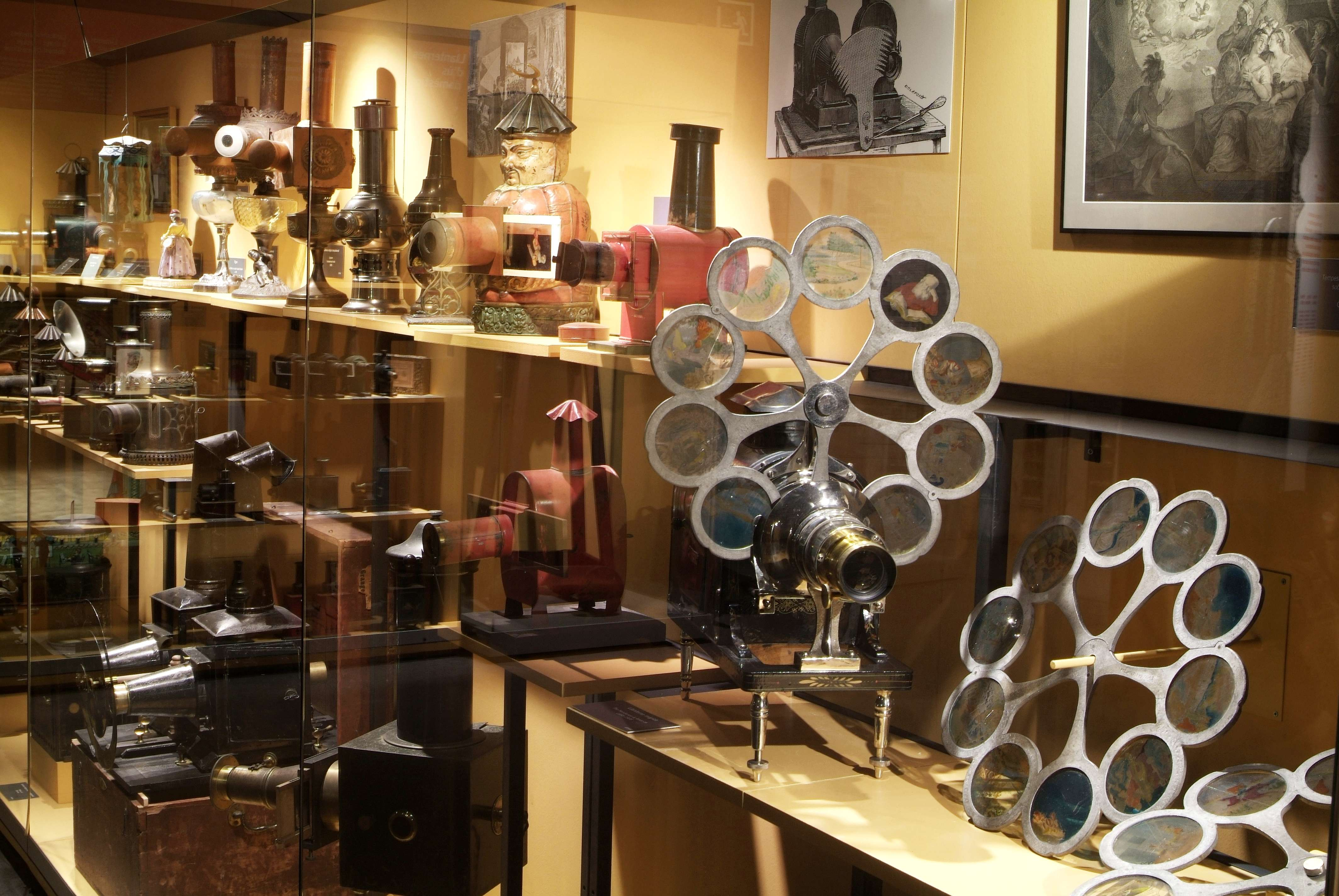
Museu del Cinema. Girona (Foto: J.M. Oliveras)

El Museu del Cinema, és una col·lecció de Tomàs Mallol (Sant Pere Pescador, 1923 - Girona, 2013). La seva passió per l'art i, sobretot, la tècnica cinematogràfica, que ja se li desvetllà de ben jove amb les projeccions de cinema a l'aire lliure a la plaça del seu poble. Cineasta amateur, entre 1956 i 1977 Tomàs Mallol realitzà 31 curtmetratges, alguns dels quals obtingueren diversos premis nacionals i internacionals. A mitjans dels anys 60, començà a aplegar diversos aparells de cinema que serien el nucli de la seva col·lecció i, a partir d'aquí, inicià una intensa activitat d'estudi i recerca d'objectes que el portaren, al llarg de 30 anys, a formar la col·lecció de precinema i cinema dels primers temps reconeguda com la més important d'Espanya i una de les destacades a nivell europeu. El gener de 1994, l'Ajuntament de Girona va adquirir aquesta col·lecció amb l'objectiu que fos la base del Museu del Cinema-Col·lecció Tomàs Mallol.
Fou creat a Girona a partir de la col·lecció d'objectes relacionats amb el món del precinema i del cinema de Tomàs Mallol, que fou adquirida l'any 1994 per l'ajuntament d'aquesta ciutat. El museu fou inaugurat el 8 d'abril de 1998, el primer d'aquestes característiques de l'Estat espanyol i dels pocs a escala europea, que acull una gran varietat de material precinematogràfic i cinematogràfic.
Inicialment, s'anava a exposar a Figueres (a l'antiga Sala de cinema Edison) però les negociacions no van donar el seu fruit amb l'ajuntament de Figueres. De la mateixa manera, el de Madrid també va fer un intent d'arribar a un acord per adquirir la col·lecció i exposar-la allà. És així com en Pere Navarro, el governador civil de Girona, el posà en contacte amb l'alcalde de Girona, en Joaquim Nadal. Després dels informes de valor d'una comissió formada pel regidor de Girona, en Joan Pluma, l'arxiver, en Joan Boadas i en Joan Casanovas, l'acord es materialitzà el 18 de gener de 1994. El tracte consistia en una venda a terminis durant cent anys. El projecte museístic fou encarregat a l'arquitecte barceloní, Dani Freixas, amb l'ajut de subvencions de la Diputació, el Ministeri de Foment, l'ajuntament de Girona i la Generalitat. Després de quatre anys de reforçar i plantejar la nova disposició de l'antic edifici, final es va veure inaugurat l'abril de 1998. Tanmateix, tres anys més van ser necessaris per corregir alguns errors comesos a les reformes. No obstant la venta de la seva col·lecció, en Tomàs Mallol ha seguit comprant peces dignes d'exposar i, per mitjà d'acords amb la Fundació, ha venut al museu.
A part de l'exposició permanent que mostra la Col·lecció Tomàs Mallol, el Museu del Cinema disposa també d'un actiu servei educatiu amb una notable oferta pedagògica relacionada amb el cinema i la imatge, d'un extens programa d'exposicions i activitats temporals, d'un Institut d'Estudis (amb servei de biblioteca, videoteca i hemeroteca), d'un club d'amics del museu anomenat Club d'Actors, i de la Botiga del Museu.

## Col·lecció

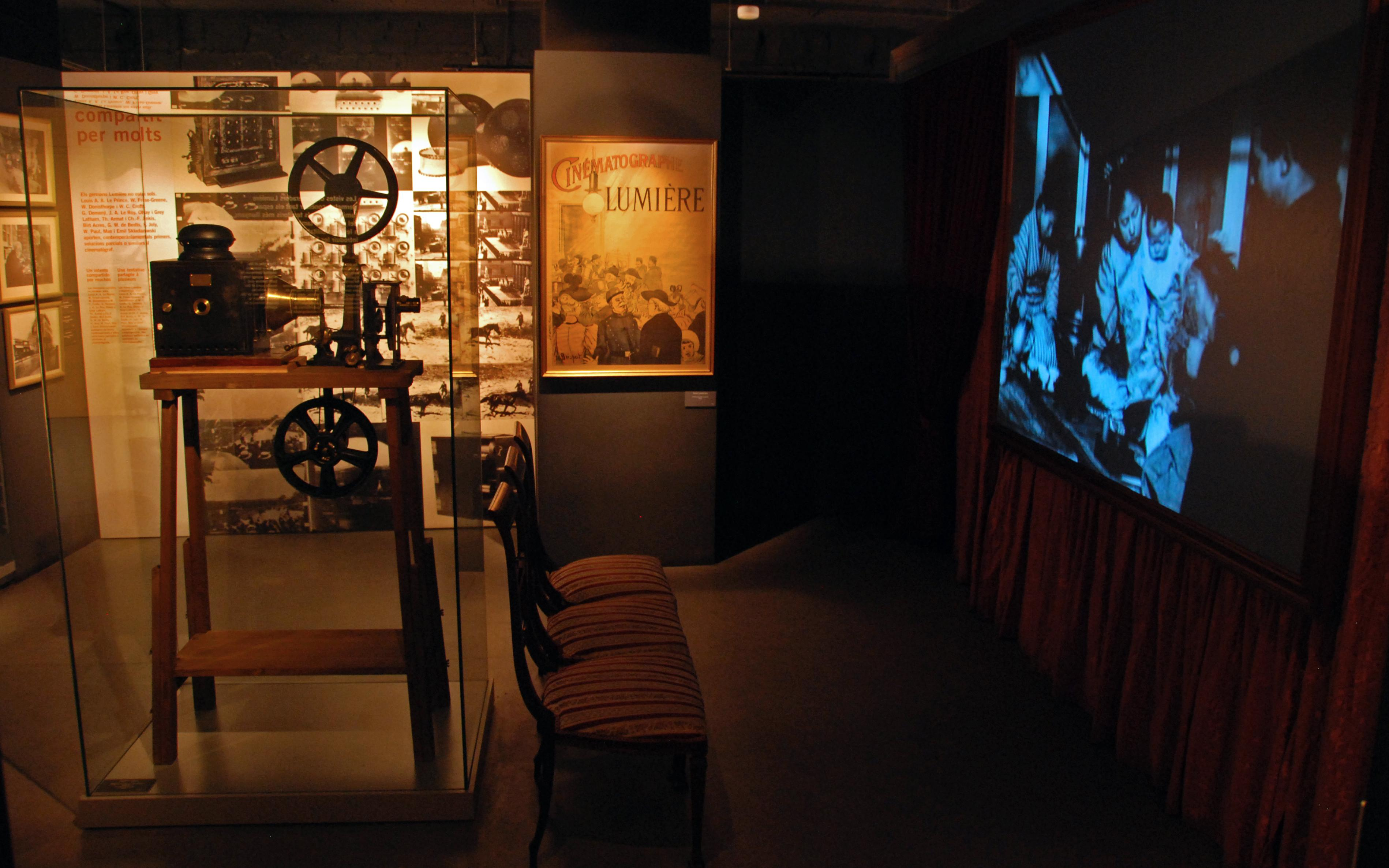
Exposició permanent del Museu del Cinema. Girona

Actualment, la Col·lecció Tomàs Mallol es compon aproximadament de 12.000 elements entre aparells, accessoris, fotografies, gravats, pintures, etc., 2.000 cartells i material publicitari cinematogràfic, 800 llibres i revistes i 750 films de tots els formats. Aquests objectes s'emmarquen dins un període cronològic que va des del segle xvii a 1970. Les línies bàsiques que seguí Tomàs Mallol en la formació de la seva col·lecció se centraren a explicar l'evolució de la imatge, tant en la vessant tècnica com en la de l'espectacle, que conduí a l'adveniment del cinematògraf. És a dir, els objectes anteriors al cinema que servien per a projectar imatges damunt d'una pantalla, per a animar-les i per a captar imatges de la realitat abans i després de l'invent de la fotografia. També hi ha una àmplia representació d'aparells de cinema fabricats per la incipient indústria cinematogràfica (1896-1940), de cinema amateur (1921-70) i de cinema infantil (especialment de la marca Cine NIC). En aquesta Col·lecció hi ha objectes absolutament singulars o importants en la història del precinema i del cinema dels primers temps, però allò que la fa realment excepcional és que permet resseguir i comprendre pas a pas la història de les imatges i l'evolució dels espectacles visuals, des de les ombres xineses fins als primers anys del cinema. Una evolució de més de 400 anys que la Col·lecció Tomàs Mallol permet acostar-nos-hi aparell a aparell, imatge a imatge.
Amb la Col·lecció Tomàs Mallol, considerada dins el seu gènere la més important de l'Estat espanyol i una de les quatre o cinc col·leccions més rellevants a nivell europeu, l'Ajuntament de Girona va endegar la realització del Museu del Cinema en un edifici de tres plantes, situat al centre de Girona, i de 3.000 metres quadrats. L'exposició permanent ocupa prop de 1.500 metres quadrats.
Des de la seva inauguració, el Museu del Cinema ha anat adquirint nous aparells de cinema i precinema i acceptant nombroses donacions de particulars, enriquint així el patrimoni que conserva el Museu. Destaca l'adquisició de les següents col·leccions: Alfred Barrós Allué (2006), Jaume Brossa (2006), Vicenç Arroyo (2008), Ribas Mateos (2012), Pompeu Pascual (2012), Família Saderra (2012), Francesc Junyent (2017), Vicenç Arroyo (2022)

## Exposició permanent

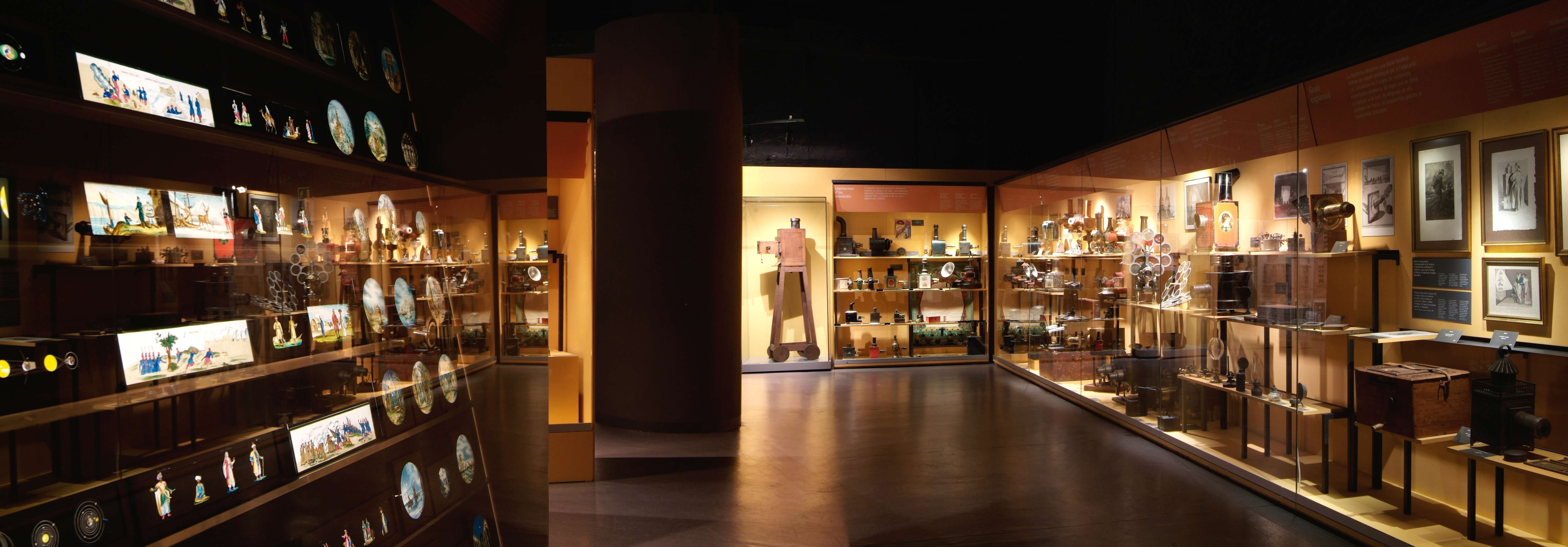
Exposició permanent del Museu del Cinema. Girona (Foto: J.M. Oliveras)

El discurs de l'exposició permanent de la Col·lecció Tomàs Mallol se centra en l'espectador. És a dir, l'espectador de tots els temps que ha gaudit i ha quedat meravellat per les imatges. Des de les ombres xineses, sempre hi ha hagut en la nostra societat espectacles visuals que han fascinat a homes i dones a través de les imatges. La llanterna màgica, el Mondo Nuovo, el Panorama, les ombres xineses, el kinetoscopi d'Edison, el Teatre Òptic, etc. són alguns d'aquests “pares” del cinema com a espectacle. Però en aquesta exposició també es pot constatar l'evolució de la tècnica de la representació de la realitat en imatges. Així, les càmeres obscures, la fotografia, els aparells per a donar moviment a les imatges (fenaquistoscopis, zoòtrops…), les cronofotografies (fotografies d'un cos en moviment), etc. són diferents estadis en l'evolució tècnica de la imatge en moviment, que tenen el seu punt culminant en el cinematògraf inventat el 1895 pels germans Lumière. Però la història no s'acaba aquí. El cinema és una anella més d'aquesta llarga cadena dels espectacles visuals i de la representació de la realitat en imatges i per això va seguir evolucionant: la incorporació del so, del color, dels formats, dels efectes especials, l'adveniment de la televisió, i avui dia de les noves imatges digitals i la realitat virtual que ens obren un futur que no podem ni imaginar.

La tècnica de la imatge va canviant amb el pas del temps, però l'emoció de l'espectador és sempre la mateixa. Aquest és, en definitiva el discurs del Museu: explicar aquesta llarga història de la fascinació de l'home per les imatges en moviment des de les primitives ombres xineses fins als primers anys de cinema. Aquesta història està dividida en el Museu en 10 apartats més un audiovisual que serveix de pròleg de l'exposició i un epíleg que fa referència al cinema amateur i el cinema infantil. El discurs principal finalitza en els anys 1930, amb l'arribada de les primeres televisions.

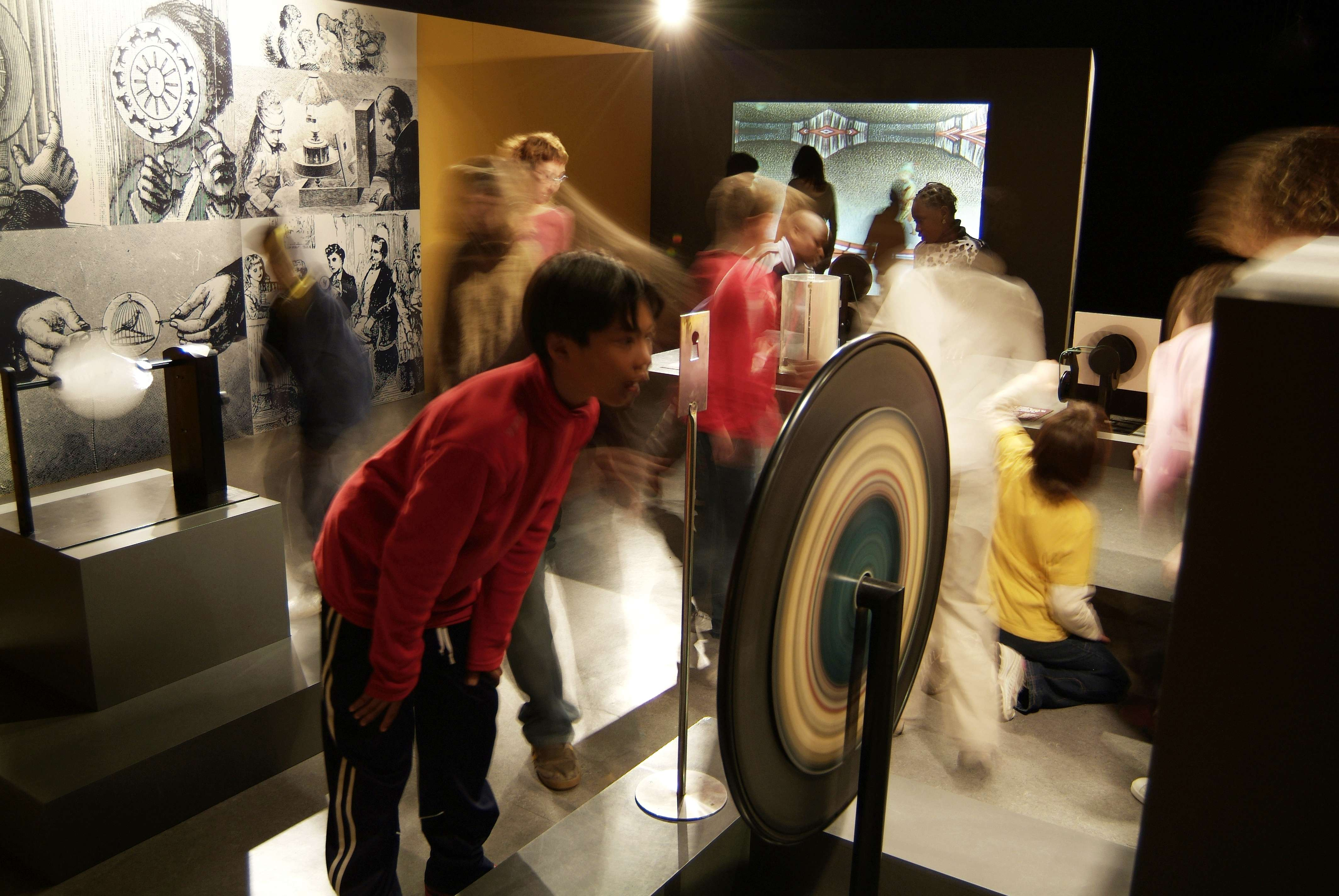
Servei educatiu del Museu del Cinema. Girona (Foto: J.M. Oliveras)

El sistema expositiu, dissenyat per l'equip Dani Freixes, Joan Mallarach i Font, diversos arquitectes SCP, no es limita només a mostrar la part més important de la Col·lecció Tomàs Mallol (prop de 1.500 objectes exposats), sinó que també vol ser una exposició interactiva, amena i didàctica. Per això en el recorregut s'introdueixen moltes projeccions audiovisuals i escenografies que ens donen una idea de com eren els primitius espectacles visuals així com el funcionament d'alguns aparells importants. Hi ha rèpliques dels objectes exposats perquè el visitant pugui manipular-los per entendre el seu funcionament i la imatge que produïen. Els textos de la sala, traduïts al català, castellà, francès i anglès, combinen l'explicació més didàctica amb cites de personatges contemporanis al tema que es comenta, on s'evidencien les seves sensacions al contemplar per primera vegada un determinat tipus d'imatges o d'espectacle visual. Tot plegat fa que aquesta exposició, tant per la seva temàtica com per la manera de presentar-la, sigui apta per a tots els públics, independentment de la seva edat, nivell cultural, nacionalitat, cultura, idioma o interès pel cinema. Un discurs universal on tothom pot gaudir d'aquest fascinant món de les imatges.

## Serveis i actualitat
El Museu del Cinema de Girona no només és seu de l'exposició permanent de la Col·lecció Tomàs Mallol, sinó que també acull i ofereix una varietat d'activitats que segueixen la línia de la seva missió de ser "un espai de participació científica, cultural i lúdica dels ciutadans, i al servei de la societat i el seu desenvolupament".

#### Servei educatiu[14]
Cada any una xifra molt significativa d'alumnes de Catalunya - 25.000 el curs 2021/2021 - visiten el Museu del Cinema, que compta amb un ampli programa d'activitats dirigides a escolars de cada edat i etapa educativa. Tot són propostes que promouen l'ús del museu com a recurs educatiu. De la mateixa manera, també s'hi programen cursos i recursos per a professorat, activitats per a grups d'adults, per famílies i per casals.
El Museu del Cinema de Girona forma part del programa pedagògic de patrimoni cultural i d'educació "Indika" de la Diputació de Girona i està inscrit en el programa d'ajuts per a sortides escolars Argonautes.
El programa actualitzat de l'oferta d'activitats es pot trobar a la secció de servei educatiu de la pàgina web del museu.

#### Institut d'Estudis
L'Institut d'Estudis del Museu del Cinema fomenta la investigació i el coneixement especialitzat en l'art i la tècnica del cinema i la imatge. Pretén ser un centre de consulta i intercanvi d'informació per potenciar la recerca a un públic general; interessat o especialista. Des de l'Institut d'Estudis s'oferten cursos de cinema, generalment setmanals i durada diversa per part de professionals del cinema. Addicionalment, l'Institut d'Estudis ha editat i publicat 16 llibres, que es poden obtenir a la Botiga del Museu del Cinema.

#### Biblioteca / Hemeroteca
La biblioteca del museu està especialitzada en la història del cinema i el precinema. Inclou més de 4000 títols (a 2022) amb obres de referència, catàlegs d'altres museus, monografies, teoria del cinema, o dossiers didàctics per treballar pel·lícules. El museu també compta amb una extensa videoteca d'uns 5000 títols (a 2022) amb possibilitat de préstec o visionat a la sala, entre pel·lícules i documentals sobre la història del cinema, pel·lícules clàssiques i contemporànies i material didàctic o generat pel mateix museu.

#### Contribucions i participació
El Museu del Cinema de Girona està obert a qualsevol participació o donació ciutadana, receptiu a noves col·leccions.

## Reconeixements
El Museu del Cinema ha rebut diversos premis i distincions, entre els quals cal destacar la nominació a finalista a l'"European Museum of the Year Award" (2000), el Premio González Sinde 2003, que atorga la Academia de las Artes y las Ciencias Cinematográficas de España per destacar el treball d'aquelles institucions o entitats que s'han significat per l'ús del mitjà cinematogràfic amb finalitats socials, i l'any 2006 el Premi Nacional de Patrimoni Cultural, atorgat per la Generalitat de Catalunya, "com a culminació d'una recuperació del patrimoni cinematogràfic, que va iniciar Tomàs Mallol amb la seva col·lecció particular, i a la qual el Museu dona una extraordinària vitalitat posant-la a l'abast de tots els ciutadans". Finalment, l'any 2010 va rebre el Premi Marta Mata de Pedagogia, atorgat per l'Associació de Mestres Rosa Sensat "en distinció a un Museu que fomenta l'apropament i el coneixement especialitzat en l'art, la tècnica el cinema i la ciència de la imatge a través d'una proposta museística rigorosa i atractiva per la natura de les instal·lacions i per les propostes educatives adreçades a infants i joves".

## Edifici

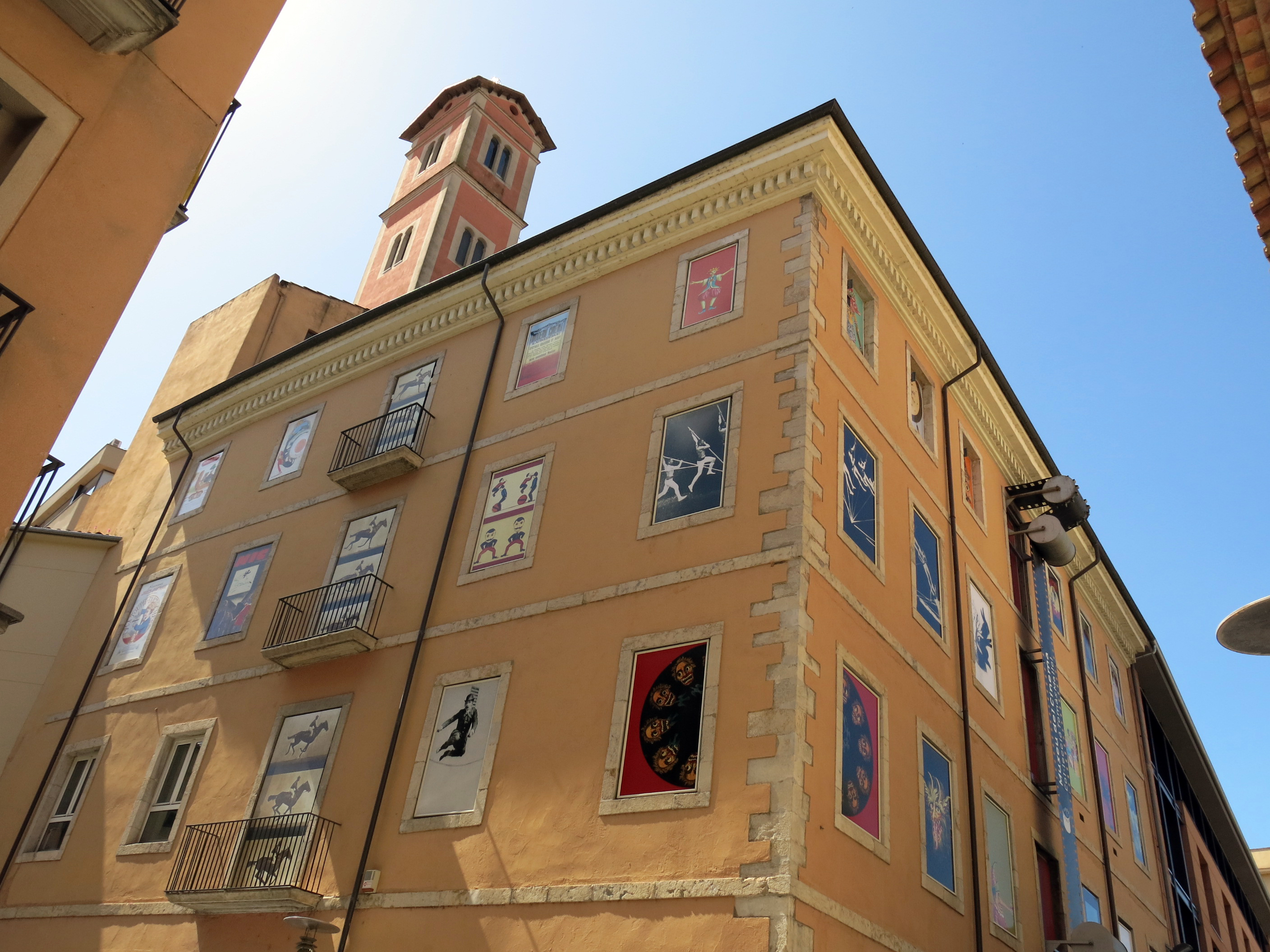
Edifici del museu del cinema

La torre, de base quadrada, es convertí des del seu aixecament en una emergència arquitectònica característica del barri del Mercadal. En tres dels seus pisos s'han practicat obertures a tots els costats; es tracta de finestres allargades amb arc de mig punt i mainell central. La coberta és de dos aiguavessos a cadascun dels costats amb voladís molt accentuat. Actualment és un colomar.
Fou construïda per l'ajuntament a finals de segle passat. La seva funció era la d'aixecar les aigües provinents d'una deu d'Aiguaviva del Gironès i d'uns pous que es varen obrir allà mateix. La torre era propietat de la Central Elèctrica Municipal, i constituïa una millora considerable al permetre utilitzar un dipòsit a gran alçada que servís per bombar l'aigua als punts més alts de la ciutat. Tot i així els avenços en la transmissió i conducció d'aigües van provocar que molt aviat caigués en desús. L'edifici va ser reformat per tal de poder acollir la col·lecció Tomàs Mallol.

## Publicacions
| Títol                                                                                                   | Autor                                 | Lloc i any de publicació                         | Idioma/es                  | ISBN              |
| --- | ------------------------------------- | ------------------------------------------------ | -------------------------- | ----------------- |
| Els germans Lumière i el cinema                                                                         | Jacques Doret, Philippe Brochard      | París, 1995                                      | Català i castellà          | -                 |
| Què és el precinema? Bases metodològiques per a l'estudi del precinema                                  | VVAA                                  | Girona, 2000                                     | Català                     | 84-86837-93-6     |
| L'origen del cinema i les imatges del s.XIX                                                             | VVAA                                  | Girona, 2001                                     | Català                     | 84-86837-76-6     |
| El cinema. Història d'una fascinació. / Movie Makers. From shadow theatre to cinema. Catàleg del museu. | Jordi Pons                            | Barcelona, 2002 (cat i es) Barcelona, 2006 (eng) | Català, castellà i anglès. | 84-89681-71-6     |
| La construcció del públic dels primers espectacles cinematogràfics                                      | VVAA                                  | Girona, 2003                                     | Català                     | 84-8496-097-8     |
| Imatge i viatge. De les vistes òptiques al cine,a: la configuració de l'imaginari turístic              | VVAA                                  | Girona, 2004                                     | Català                     | 84-8496-118-4     |
| Cinema i teatre: influències i contagis                                                                 | VVAA                                  | Girona, 2006                                     | Català                     | 84-8496-038-2     |
| Cinema i modernitat: les transformacions de la percepció                                                | VVAA                                  | Girona, 2008                                     | Català                     | 978-84-8496-061-4 |
| Un art d'espectres: màgia i esoterisme en el cinema dels primers temps                                  | VVAA                                  | Girona, 2010                                     | Català                     | 978-84-8496-1505  |
| La construcció de l'actualitat en el cinema dels orígens                                                | Àngel Quintana i Jordi Pons (editors) | Girona, 2012                                     | Català                     | 978-84-8496-174-1 |
| Objectivitat i efectes de veritat. El cinema dels primers temps i la tradició realista.                 | Àngel Quintana i Jordi Pons (editors) | Girona, 2015                                     | Català                     | 978-84-8496-203-8 |
| La Gran Guerra 1914-1918. La primera guerra de les imatges.                                             | Àngel Quintana i Jordi Pons (editors) | Girona, 2016                                     | Català                     | 978-84-8496-220-5 |
| Presències i representacions de la dona en els primers anys del cinema (1895-1920)                      | Àngel Quintana i Jordi Pons (editors) | Girona, 2019                                     | Català                     | 978-84-8496-261-8 |